# 终极战区
《终极战区》（Battlezone）是雅达利在1980年11月发行的街机游戏。它以水平黑白向量监视器显示线框视图（使用矢量图形而非位图）。它因为新奇的游戏性和外观流行了数年。

## 脚注
1. ↑   (PDF). Atari. 1999  [19 March 2012]. （原始内容存档 (PDF)于2013-01-27）.